# Gare de Maiko-Kōen
La gare de Maiko-kōen (舞子公園駅, Maiko-kōen-eki) est une gare ferroviaire localisée dans l'arrondissement Tarumi de la ville de Kobe, dans la préfecture de Hyōgo au Japon. La gare est exploitée par la compagnie Sanyo Electric Railway, sur la ligne principale Sanyo Electric Railway. Le numéro de la gare est SY 13.

## Situation ferroviaire
Établie à 16 mètres d'altitude, la gare de Maiko-kōen est située au point kilométrique (PK) 11.5 de la ligne principale Sanyo Electric Railway. 

## Histoire
La gare est inaugurée le 12 avril 1917 sous le nom de Maiko. Elle prend son nom actuel en 1935.
En 2013, la fréquentation journalière de la gare était de 2 244 personnes.
| 2010  | 2011  | 2012  | 2013  |
| 1 992 | 2 049 | 2 175 | 2 244 |

## Service des voyageurs

### Accueil
La gare est une halte sans service et sans personnel.

### Desserte
La gare de Maiko-kōen est une gare disposant de deux quais et de deux voies.
| N° de voie    | Ligne | Direction         |
| ------------- | ----- | ----------------- |
| Côté mer      | Sanyō | Akashi - Himeji   |
| Côté montagne | Sanyō | Sannomiya - Ōsaka |

Installations et desserte
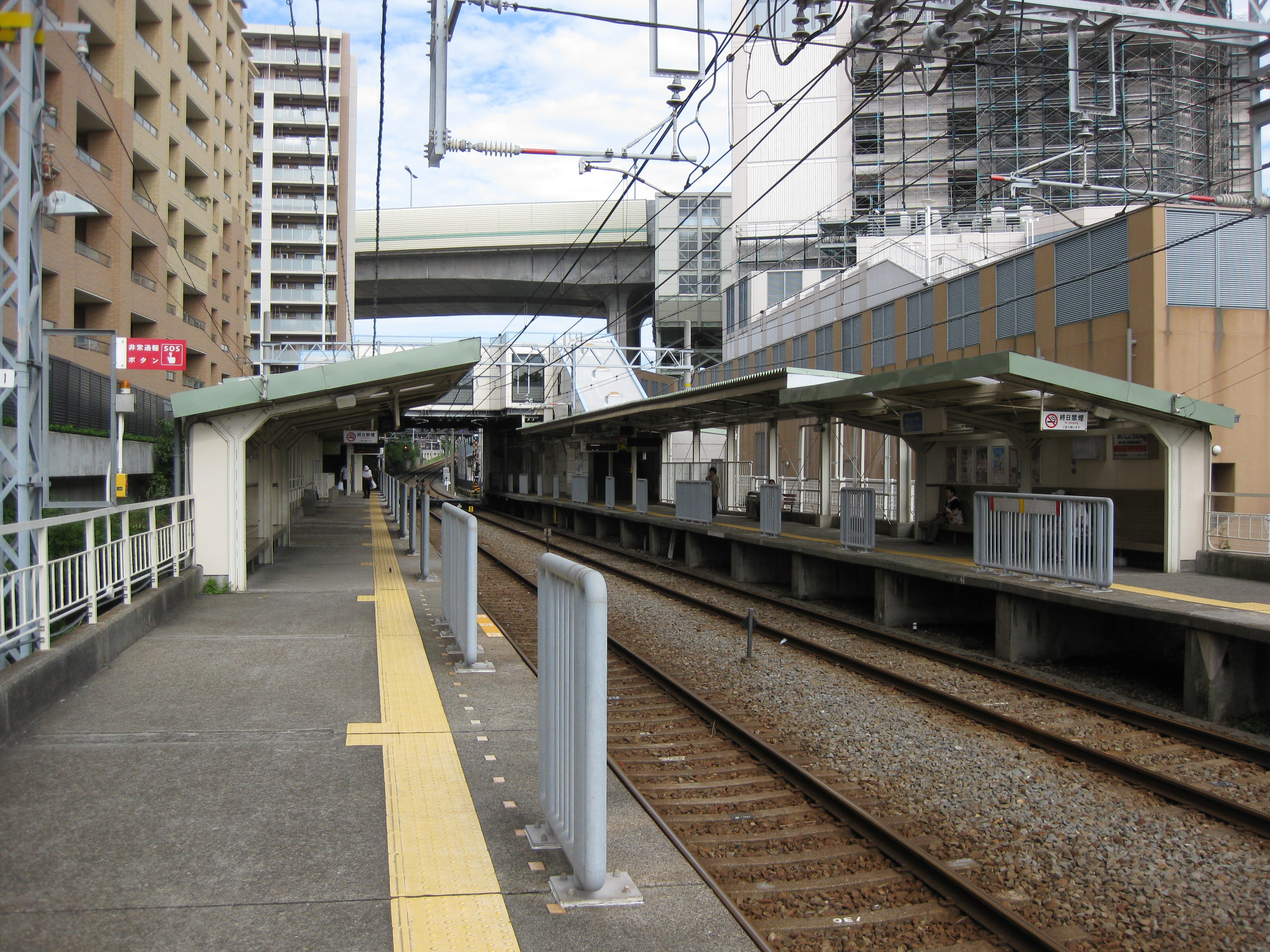
Vue sur les voies et quais.

### Intermodalité

#### Train
| Gare  | Ligne             | Exploitant | Distance du site |
| ----- | ----------------- | ---------- | ---------------- |
| Maiko | A Sanyō / JR Kōbe | JR West    | 70m              |

### Site d’intérêt
- Le temple  Tamon-tera
- Le parc départemental Maiko
- Le Pont du détroit d'Akashi
- Le mémorial Sun Yat-sen
- La station balnéaire Maiko